# OES (생산방식)
OES(Original Equipment Supplier)는 생산자 상표 부착 생산 가운데 한 종류를 뜻하는 제조 방식이다.
자동차나 휴대전화와 같은 제품들은 많은 수의 부품들로 이루어져 있고, 이 각각의 부품들을 여러 단계에 걸쳐 조립하여 최종 상품이 만들어져 팔리게 된다. 애플이 아이폰을 만들면서 이 모든 부품을 자체적으로 생산하는 것은 비효율적이기 때문에 각각의 부품마다 공급자를 선정하여 제작하도록 한다. 이렇게 제작된 부품은 OEM ODM 그리고 OES와 같은 방식으로 공급된다.

## 생산 방식의 차이
OEM, ODM, OES 모두 생산품에 제조사의 표식이 들어간다. 예를 들어 현대모비스가 납품하는 차량 부품엔 당연히 현대모비스의 로고가 표시된다. 부분품을 생산하는 제조업체 입장에선 꼭 한군데만 그 부품을 납품할 이유는 없기 때문에 같은 종류의 부품을 꼭 한군데의 완성품 회사에 공급할 이유는 없다. 현대모비스 마저 현대자동차나 기아자동차 외에도 여러 곳의 공급처를 갖기 위해 노력한다. LG디스플레이가 만드는 액정 디스플레이는 LG전자뿐만 아니라 아이폰에도 쓰인다.
OEM은 공급할 제품의 규격과 품질을 완성품 회사가 결정하고 주문하는 방식을 따른다. 즉, 한국지엠에 OEM 방식으로 납품하려는 업체는 한국지엠이 정하는 규격과 품질에 따라 제품을 생산하여야 하며 이 경우 대부분 한국지엠 이외의 곳은 규격이 달라서 판매할 수 없다. 따라서 제품을 구매하는 대기업 쪽이 우월한 지위를 차지하고 중소기업을 수직 계열화하는 경우가 흔하다. 한편 ODM은 부분품의 제조사가 개발에 참여하여 규격과 품질을 제안하고 이것을 완성품 제조사가 수용하여 생산된다. 부분품의 제조사가 규격을 정할 수 있으므로 여러 곳에 같은 제품을 공급할 수도 있다. 하지만 현실에서는 이 경우에도 대기업은 자신들만을 위한 독점적인 규격을 선호한다. 특히 자동차 산업과 같은 기계 산업에서 이런 현상이 두드러진다.
OES는 OEM이나 ODM보다 부분품 제조사에 더 많은 재량권이 부여되는 생산 방식이다. 부분품 제조사는 자체적으로 정한 규격에 따른 제품을 독자적으로 생산하여 판매하고 완성품 회사는 자신들이 필요한 부품을 정하여 완성품의 개발에 채용한다. 이때 부분품 제조사와 완성품 제조사의 관계는 단순한 상품의 거래 관계가 된다. 부분품의 생산에 완성품 회사가 아무런 개입도 하지 않기 때문에 완성품 제조사 뿐만아니라 일반 소비자도 원한다면 자신이 사용하는 상품의 수리를 위해 별도로 부분품을 구입할 수 있다. 그래서 이렇게 거래되는 부품 시장을 흔히 애프터 마켓(After market)이라고 한다. 마치 전자 제품의 생산에서 규격화된 모듈을 별도로 구매하는 것과 같다. 소비자가 컴퓨터의 부품을 직접 사서 조립하는 것을 생각하면 이해하기 쉽다.

## 가격 경쟁력
OES 생산 방식은 완성품 제조와 독립하여 독자적인 시장을 형성할 수 있기 때문에 가격 경쟁이 생기고 이에 따라 부품 값이 내려간다. OEM으로 생산하는 이른바 "순정부품"은 완성품 생산자가 공급을 독점하기 때문에 가격이 비쌀 수 밖에 없다.
한편 제조 방식 뿐만 아니라 유통 방식도 부품 값에 영향을 미친다. 해외 유명 브랜드의 자동차는 대부분 OES 방식으로 부품을 공급받지만, 대한민국의 경우 자동차 판매 회사가 유통망을 독점하고 있어서 부품 값을 높게 받는다. 수입품의 경우 OES로 생산된 부품의 유통이 완성품 판매와 별도로 이루어져야 가격 경쟁이 일어나게 할 수 있다.